# Estońska Formuła 3 Sezon 1977
1977 – dziesiąty sezon Estońskiej Formuły 3. Składał się z dwóch eliminacji na torach Pirita-Kose-Kloostrimetsa i Vana-Võidu. Mistrzem został Lembit Teesalu (Estonia 19).

## Kalendarz wyścigów
| Runda | Data        | Tor        | Pole position | Najszybsze okrążenie | Zwycięzca (kierowcy) | Zwycięzca (zespoły) |
| ----- | ----------- | ---------- | ------------- | -------------------- | -------------------- | ------------------- |
| 1     | 9 lipca     | Tallinn    | ?             | Lembit Teesalu       | Lembit Teesalu       | DOSAAF Tallinn      |
| 2     | 11 września | Vana-Võidu | ?             | Lembit Teesalu       | Lembit Teesalu       | DOSAAF Tallinn      |

## Klasyfikacja kierowców
| Legenda oznaczeń w tabelach wyników Wyświetl szablon na nowej stronie | Legenda oznaczeń w tabelach wyników Wyświetl szablon na nowej stronie                                                                     |
| Oznaczenie                                                            | Wyjaśnienie |
| --------------------------------------------------------------------- | --- |
| Złoty                                                                 | Zwycięzca lub mistrzostwo |
| Srebrny                                                               | 2. miejsce lub wicemistrzostwo |
| Brązowy                                                               | 3. miejsce lub II wicemistrzostwo |
| Zielony                                                               | Ukończył, punktował (w klasyfikacji generalnej, gdy zdobył co najmniej jeden punkt na przestrzeni sezonu, poza trzema powyższymi opcjami) |
| Niebieski                                                             | Ukończył, nie punktował (w klasyfikacji generalnej, gdy nie zdobył co najmniej jednego punktu na przestrzeni sezonu)                      |
| Czerwony                                                              | Nie zakwalifikował się (NZ) |
| Czerwony                                                              | Nie prekwalifikował się (NPK) |
| Różowy                                                                | Nie ukończył (NU) |
| Różowy                                                                | Niesklasyfikowany (NS) (w klasyfikacji generalnej, gdy nie został sklasyfikowany w żadnym wyścigu sezonu)                                 |
| Czarny                                                                | Zdyskwalifikowany (DK) |
| Czarny                                                                | Wykluczony (WYK/EX) |
| Biały                                                                 | Nie wystartował (NW) |
| Biały                                                                 | Kontuzjowany (K/INJ) |
| Biały                                                                 | Wyścig odwołany (OD/C) |
| Bez koloru                                                            | Został wycofany (WYC/WD) |
| Bez koloru                                                            | Nie przybył (NP/DNA) |
| Bez koloru                                                            | Nie brał udziału w treningach (NT/DNP) |
| Bez koloru                                                            | Nie został zgłoszony (–) |
| Pogrubienie                                                           | Start z pole position |
| Kursywa                                                               | Najszybsze okrążenie wyścigu |
| †                                                                     | Nie ukończył, ale jego rezultat został zaliczony ze względu na przejechanie więcej niż 90% dystansu wyścigu.                              |
| *                                                                     | Sezon w trakcie |
| 1/2/3                                                                 | Punktowana pozycja w sprincie kwalifikacyjnym                                                                                             |
| Lista systemów punktacji Formuły 1                                    | |

| Poz.                                          | Kierowca            | Zespół             | TAL | VAN | Punkty |
| --------------------------------------------- | ------------------- | ------------------ | --- | --- | ------ |
| 1                                             | Lembit Teesalu      | DOSAAF Tallinn     | 1   | 1   | 30     |
| 2                                             | Raivo Osanik        | DOSAAF Tallinn     | 2   | ?   |        |
| 3                                             | Tõnu Teesalu        | DOSAAF Tallinn     | -   | ?   |        |
|                                               | Peep Laansoo        | Kalev Tallinn      | 3   | ?   |        |
|                                               | Mati Salumets       | Jõud Jõgeva        | 5   | ?   |        |
|                                               | Tiit Skobelev       | Kalev Tallinn      | 6   | ?   |        |
|                                               | Ülo Muldmaa         | Kalev Kohtla-Järve | 10  | ?   |        |
|                                               | Villu Pikkoia       | DOSAAF Tallinn     | 12  | ?   |        |
|                                               | Toivo Verk          | DOSAAF Tallinn     | NU  | ?   |        |
| Kierowcy niedopuszczeni do zdobywania punktów |                     |                    |     |     |        |
| NS                                            | Wiktor Klimanow     | Spartak Moskwa     | 4   | -   | 0      |
| NS                                            | Harij Kraminš       | DOSAAF Ryga        | 7   | -   | 0      |
| NS                                            | Imant Barda         | Daugava Kandava    | 8   | -   | 0      |
| NS                                            | Elmars Levits       | Daugava Ryga       | 9   | -   | 0      |
| NS                                            | Pēteris Līdums      | Daugava Ryga       | 11  | -   | 0      |
| NS                                            | Walerij Kułakow     | Leningrad          | 13  | -   | 0      |
| NS                                            | Algimantas Visockas | DOSAAF Wilno       | NU  | -   | 0      |